# Матаган
Матаган — упразднённый населённый пункт в Заларинском районе Иркутской области России. Входил в состав Тыретского муниципального образования. Ныне его территория входит в Веренское муниципальное образование.

## География
Населённый пункт располагался недалеко от Московского тракта по обеим сторонам реки Унги.

## Происхождение названия
По одной из версий, населённый пункт назван по имени бурята Матагана (Матахана) (или по фамилии бурята Матаганова), которому принадлежали эти земли до прихода русских.
Аналогичный топоним в Осинском районе, вероятно, происходит от бурятского матаха — гнуть. Это связано с развитием в данном населённом пункте ремесла по изготовлению дуг для саней и телег.
Также существует версия, что название Матаган происходит от бурятского батагана — мухи, мошкара.

## История
Населённый пункт основан в 1896 году. На 1929 год деревня в составе Тыретского сельсовета с центром в посёлке Тыреть 1-й. Согласно переписи населения СССР 1926 года в Матагане насчитывалось 26 дворов, проживали 176 человек (86 мужчин и 90 женщин), в основном, переселенцы из европейской части России. Жители деревни занимались растениеводством, были развиты ремёсла, в том числе ткачество, изготовление кошевок, саней, верёвок, выделка кож и овчин, дёгтеварение. В начале 1920-х годов в Матагане был организован колхоз «Победа», его председателем стал человек по фамилии Трупко. Позже главой колхоза стал Александр Потылицын, который в 1944 году был призван на фронт и погиб. Более 12-и жителей Матагана принимали участие в Великой Отечественной войне. В период правления Никиты Хрущёва населённый пункт Матаган был признан неперспективным. На топографической карте Генштаба СССР 1984 года населённый пункт Матаган отмечен как жилой. На карте Генштаба СССР 1985 года данная деревня указана как нежилая, однако, есть данные, что последние жители покинули её в 1988 году.